# 賀来敦子
賀来 敦子（かく あつこ、1938年4月14日 - ）は、日本の女優である。
1973年、『青幻記 遠い日の母は美しく』で第28回毎日映画コンクール女優演技賞を受賞した。

## フィルモグラフィー

### 映画
- 白と黒（1963年）
- 儀式（1971年）
- 青幻記 遠い日の母は美しく（1973年）

### テレビドラマ
- われら青春（1962年）